# Pang Jiaying
Pang Jiaying (chinesisch 龐佳穎 / 庞佳颖, Pinyin Páng Jiāyíng; * 6. Januar 1985 in Shanghai) ist eine chinesische Freistilschwimmerin, die ihre größten Erfolge als Staffelschwimmerin über 4 × 200 Meter Freistil feierte.

## Karriere
Pang Jiaying gehört seit Anfang der 2000er Jahre zur Weltspitze im Freistilschwimmen. Bei den Schwimmweltmeisterschaften 2003 in Barcelona gewann sie mit der 4-mal-200-Meter-Freistilstaffel die Bronzemedaille. Sehr gute Ergebnisse konnte sie auch 2004 erreichen. Bei den Kurzbahnweltmeisterschaften 2004 in Indianapolis gewann sie zwar keine Medaille, stand aber in vier Endläufen. Mit der 4-mal-200-Meter-Freistilstaffel wurde Jiaying Vierte, über 200 Meter Freistil Fünfte, mit der 4-mal-100-Meter-Freistilstaffel Sechste sowie Achte über 800 Meter Freistil.
Bei den Olympischen Sommerspielen 2004 in Athen startete die Chinesin auf drei Strecken und erreichte abgesehen vom 400-Meter-Freistilwettkampf, wo sie im Vorlauf ausschied, die Finali. Über 200 Meter Freistil wurde sie Siebte, mit der 4-mal-200-Meter-Freistilstaffel gewann sie die Silbermedaille.
Mit der 4-mal-200-Meter-Freistilstaffel gewann Jiaying auch bei den Schwimmweltmeisterschaften 2005 in Montreal eine Medaille, nämlich Bronze. Mit der Staffel auf der halb so langen Strecke wurde sie Sechste.
Erneut Silber mit der 4-mal-200-Meter-Freistilstaffel gewann sie bei den Kurzbahnweltmeisterschaften 2006 in Shanghai. Mit der 4-mal-100-Meter-Freistilstaffel wurde sie, wie schon bei der WM in Montreal, Sechste. Nicht ganz so gut verlief die Schwimmweltmeisterschaften 2007 in Melbourne. Pang Jiaying startete über vier Strecken, erreichte aber nur mit der 4-mal-100-Meter-Freistilstaffel den Finallauf und belegte dort den siebten Rang.
Bei den Olympischen Sommerspielen 2008 in ihrer Heimatstadt Peking ging Pang Jiaying in allen drei Staffeln und über zwei Einzelstrecken an den Start. Zunächst verpasste sie mit der 4-mal-100-Meter-Freistilstaffel als Vierte eine Medaille knapp. Anschließend erreichte sie das Finale über 200 Meter und gewann dort hinter Federica Pellegrini und Sara Isakovič die Bronzemedaille und stellte einen neuen Asienrekord auf. Über 100 Meter schied sie im Semifinale aus, den sie eigentlich gewann, allerdings wegen eines Fehlstarts nachträglich disqualifiziert wurde. In ihr viertes Rennen ging sie mit der 4-mal-100-Meter-Freistilstaffel und gewann hinter den Australiern mit ihrer Staffel in Asienrekordzeit die Silbermedaille. Das letzte Rennen dieser Wettkämpfe war für sie gemeinsam mit der chinesischen 4-mal-100-Meter-Lagenstaffel. Auch hier konnte Jiaying mit ihren Teamkameradinnen einen neuen Asienrekord aufstellen und gewann die Bronzemedaille.

## Rekorde
| Weltrekorde (1)                            | Weltrekorde (1) | Weltrekorde (1) | Weltrekorde (1) |
| ------------------------------------------ | --------------- | --------------- | --------------- |
| 4 × 200 m Freistil (mit Zhu, Liu und Yang) | 7:42,08 min     | 30. Juli 2009   | Rom             |
| (Stand: 7. August 2010)                    |                 |                 |                 |